# Toya Montoya
María Victoria Montoya Maya (Santa Marta, 3 de diciembre de 1984), más conocida como la Toya Montoya, es una top model, publicista y presentadora de televisión colombiana. Es conocida por su amplia y reconocida trayectoria en el modelaje y sus últimos proyectos como presentadora de televisión, entre ellos ser la primera mujer presentadora de The Amazing Race.

## Trayectoria
María Victoria Montoya Maya nació el 3 de diciembre de 1984 en la ciudad costera de Santa Marta en Colombia. A los 16 años apareció por primera vez en un catálogo de moda. Lo hizo por pedido del diseñador Hernán Zajar. Estudio publicidad en la Universidad Jorge Tadeo Lozano. En 2006 fue coronada como la reina de las Fiestas del Mar.
Luego de su primera aparición televisiva en el año 2007 en el reality La isla de los famosos: una aventura maya, no fue sino hasta el año 2009 en donde debutó como presentadora de un medio de comunicación en el cubrimiento del Concurso Nacional de Belleza de Colombia.
En el año 2011 concursó en The Amazing Race Latinoamérica 3 en donde ocupó el quinto lugar ya que fue eliminada en la décima etapa. Luego de un breve receso en la televisión en el año 2012 vuelve a las pantallas, de nuevo como copresentadora esta vez en el programa de entrevistas Vivamos la noche para el canal de UNE EPM Telecomunicaciones posteriormente en el en año 2014 pasó a conducir en solitario el programa Hoteles de la misma cadena.
Sin embargo el logro más reconocido hasta el momento de su carrera en televisión ha sido pasar a la historia como la primera mujer en presentar el exitoso reality The Amazing Race en su versión latinoamericana, en el año 2013. Actualmente se desempeña como modelo e imagen de reconocidas marcas y presentadora del reality The Amazing Race para Latinoamérica.

## Filmografía
- 2016: Teletón 2016, Ella Misma
- 2014: The Amazing Race Latinoamérica 6, presentadora.
- 2014: Hoteles, presentadora.
- 2013: The Amazing Race Latinoamérica 5, presentadora.
- 2012: Vivamos La Noche, copresentadora.
- 2011: The Amazing Race Latinoamérica 3, participante.
- 2010: Desafío 2010: La Lucha de las Regiones, El Brazalete Dorado, presentadora.
- 2007: La isla de los famosos: una aventura maya, participante.